# FC FAYUR Beslán
El FC FAYUR Beslan (del ruso: ФК ФАЮР Беслан) es un club de fútbol ruso de la ciudad de Beslán, fundado en 2010. El club disputa sus partidos como local en el estadio Tedeyev SOK y juega en la Segunda División de Rusia, el tercer nivel en el sistema de ligas ruso.

## Jugadores
Actualizado el 10 de mayo de 2012, según RFS